# Hypoleria cajona
Hypoleria cajona är en fjärilsart som beskrevs av Richard Haensch 1905. Hypoleria cajona ingår i släktet Hypoleria och familjen praktfjärilar. Inga underarter finns listade i Catalogue of Life.